# Freightliner (spoorwegonderneming)
Freightliner Groep Ltd is een Britse goederenvervoerder per spoor. Na DB Schenker UK is het de grootste spoorwegvrachtvervoerder in het Verenigd Koninkrijk. Het bedrijf heeft ruim 1800 medewerkers. Behalve in het Verenigd Koninkrijk is het ook actief in Polen en Australië.

## Activiteiten in het Verenigd-Koninkrijk
Freightliner is vrijwel overal in het Verenigd-Koninkrijk actief en richt zich vooral op container- en bulkvervoer. Voor het containervervoer beschikt Freightliner over een eigen vervoersnetwerk van de deep sea containerterminals van Southampton en Felixstowe naar de inland terminals die net als het rijden van de betreffende treinen ook onder het beheer van Freightliner vallen. Freightliner rijdt onder meer de volgende container-treinen:
- Southampton-Wentloog (Cardiff)
- Southampton-Trafford Park (Manchester)
- Southampton-Leeds
- Southampton-Garston
- Felixstowe-Bristol
- Felixstowe-Trafford Park (Manchester)
- Felixstowe-Crewe

## Tractie van Freightliner in het Verenigd Koninkrijk
Freightliner rijdt haar treinen met 3 soorten locomotieven. Hoofdzakelijk werd vanaf de oprichting van het bedrijf gebruikgemaakt van diesellocomotieven class 66 maar de groei van het bedrijf en de behoefte aan een sterker type locomotief leidde tot de ontwikkeling van een nieuwe type locomotief: de class 70 welke hedendaags een groot deel van het vervoer van Freightliner verzorgt. Naast deze 2 typen diesellocomotieven beschikt Freightliner ook over enkele elektrische locomotieven class 90 welke hoofdzakelijk containertreinen tussen Felixstowe en de Midlands rijden.

## Overname ERS Railways
In augustus 2013 kocht Freightliner het belang van Maersk Line in ERS Railways. Op het moment van de overname beschikte ERS over 16 locomotieven en 550 wagons, en licenties om zelf treinen te rijden in Nederland, België, Duitsland en Oostenrijk. Freightliner breidde hiermee het netwerk op continentaal Europa uit. Maersk Line heeft een langdurig vervoerscontract afgesloten en blijft een belangrijke klant. Freightliner is sinds 2008 in handen van Arcapita, een investeerder gevestigd in Bahrein, en heeft een jaaromzet van zo’n £360 miljoen.